# 片野春男
片野 春男（かたの はるお、1927年〈昭和2年〉2月25日 - 2020年〈令和2年〉9月16日）は、日本の政治家。勲等は旭日双光章。位階は正六位。扶桑町議会議員（7期）。扶桑町議会議長（3期）。元・警察官（最終階級：警視）。

## 来歴

### 警察官時代
1948年（昭和23年）11月4日、警察学校入学。1949年（昭和24年）11月4日、山名駐在所に赴任。その後は一宮警察署捜査係主任、瑞穂警察署交通2係係長、港警察署外勤課長、警察庁（中部管区警察局）、中川警察署刑務調査官を経て、1981年（昭和56年）4月1日、常滑警察署次長。1982年（昭和57年）11月3日、警務部付退職。最終階級は警視。

### 町議時代

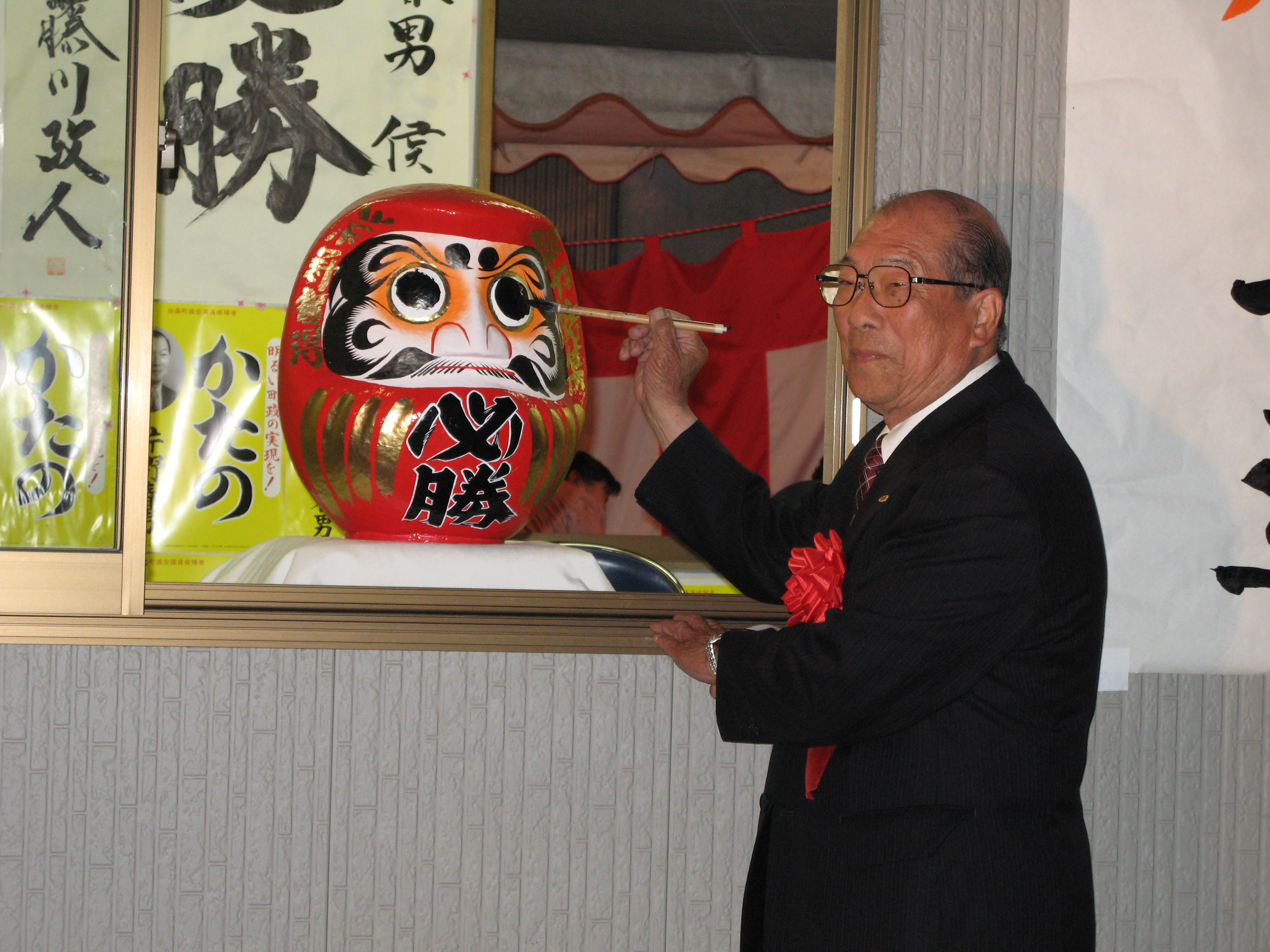
2008年4月27日、当選を祝いだるまの右目に黒目を入れる片野

退職後、1984年（昭和59年）の扶桑町議会議員選挙に出馬し初当選。以降7期連続当選を果たし、2012年（平成24年）5月12日まで28年間在職した。在職中は扶桑町議会議長、江南丹羽環境管理組合議会副議長、尾張北部水道企業団議会議長、丹羽広域事務組合議会議長、愛北広域事務組合議会副議長などを歴任した。

### 引退後
2012年（平成24年）5月12日の任期満了をもって7期28年務めた扶桑町議を引退。2013年（平成25年）4月29日、地方自治功労により旭日双光章受賞。2020年（令和2年）3月、当時の扶桑町長・千田勝隆と方針の違いを覚え、扶桑町役場を早期退職していた鯖瀬武を自宅に招き、当初出馬するつもりのなかった鯖瀬を数人の町議とともに「一緒に町を考えていかんか」と説得した。選挙の結果、鯖瀬は扶桑町長に初当選。それを見届けた片野は、同年9月16日、死去。93歳没。叙正六位。

## 人物・エピソード

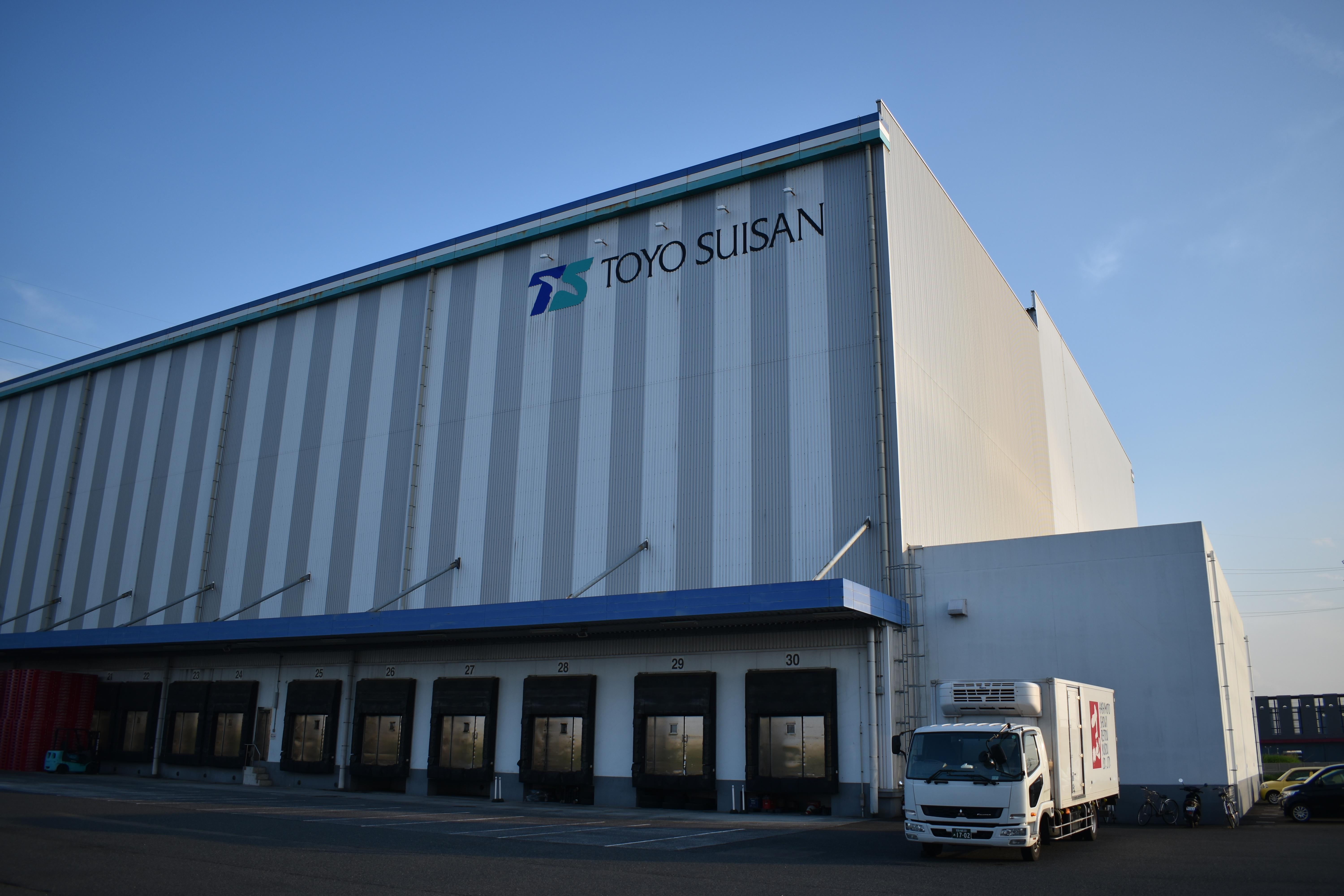
東洋水産中部物流センター

### 業績
- 1995年（平成7年）9月29日、沖縄米兵少女暴行事件を受け、扶桑町議会定例会最終日となったこの日、議長の片野は日米地位協定の見直しなどを求める意見書を可決し、村山富市首相や河野洋平外相、衛藤征士郎防衛庁長官らあてに送付した[10]。同事件に関する意見書を可決した例は、地方議会では極めて少ないという[10]。片野は「事件は人道上許されない、という考えがすべて。地位協定については運用の改善もいわれており、見直しは日米安保条約に触れる恐れもあるが、私たちの気持ちは“見直し”だ」と述べた[10]。

- 2013年（平成25年）4月29日、地方自治功労により旭日双光章受賞[1]。「地域の皆さんの支援があってこその受章。ありがたい。地域と町とのパイプ役として本当に一生懸命働いてきた」と述べた[7]。「暗いので防犯灯が必要だ」「道路が傷んでいる」。地域住民からこうした声を聞けばすぐに役場に伝え、地域の悲願だった羽根公民館の建設では、先頭に立って資金確保に奔走した[7]。「企業誘致で町財政をよくしてほしい」と語り、東洋水産の中部物流センターの誘致などに尽力した[7]。
  - 7月7日、名鉄犬山ホテルにて叙勲祝賀会を開催。衆議院議員江﨑鐵磨、参議院議員藤川政人、第9代扶桑町長江戸満、第10代扶桑町長千田勝隆、第8代江南市長堀元らが訪れた。

- 衆議院議員江﨑鐵磨、第8代江南市長堀元と
- 参議院議員藤川政人と
- 第9代扶桑町長江戸満と
- 第10代扶桑町長千田勝隆と

### 江﨑家との関係

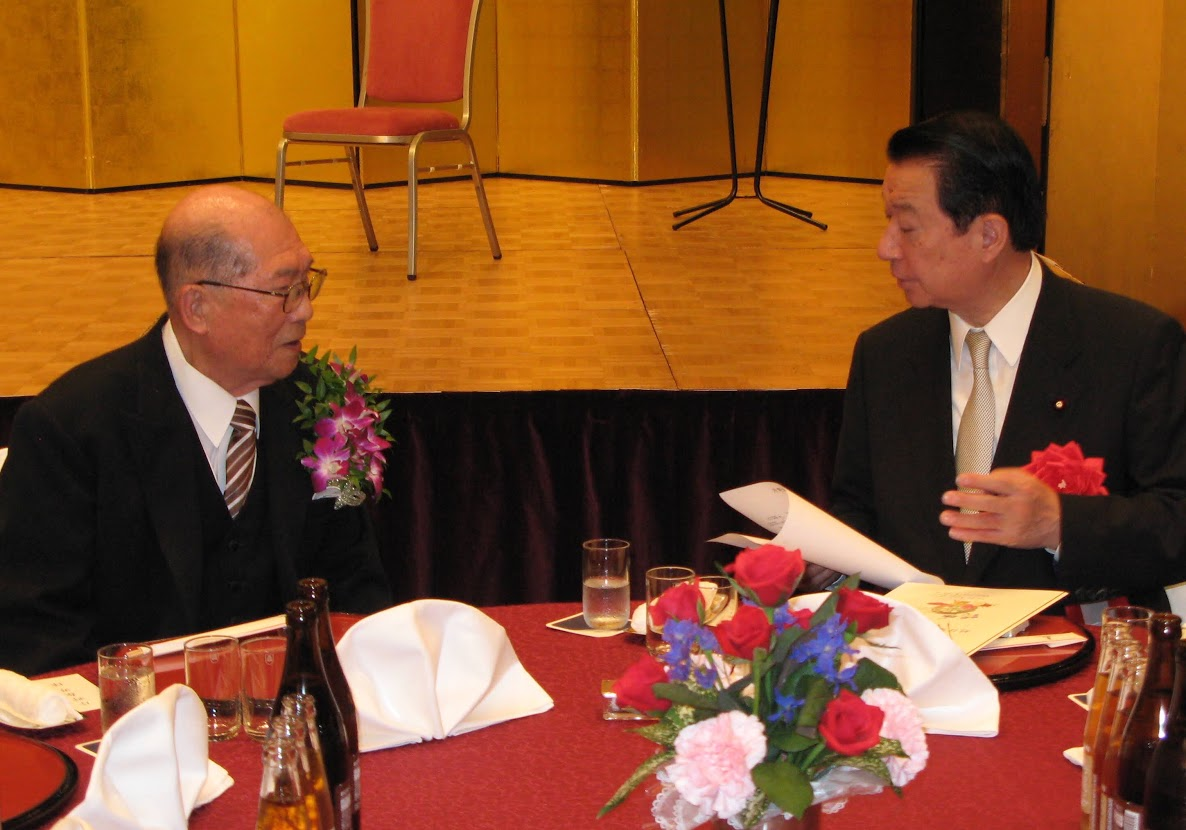
2013年7月7日、江﨑真澄の三男で衆議院議員の江﨑鐵磨と歓談する片野（名鉄犬山ホテルにて）

- 一宮警察署に勤務していた頃、衆議院議員江﨑真澄の警備を担当したが、江﨑の秘書とトラブルになり、腹を立てた片野は警備を放棄し帰ってしまった。ところがその夜、片野の自宅に江﨑本人から電話があり、直接謝罪を受けた。この江﨑の器の広さに心を打たれた片野は、以降江﨑の熱心な支持者となり、真澄とその後を継いだ三男の鐵磨を扶桑町で支え続けた。また、岳父の鯖瀬優は江﨑の1度目の当選を支えた町議の一人であることから、第49回衆議院議員総選挙に8選を目指して出馬した鐵磨は出陣式の挨拶の中で会場に応援に訪れた鯖瀬武に触れ、「鯖瀬町長は3代に渡る江崎の支持者でありました。」と発言した[11]。なお、2022年（令和4年）に公職選挙法が改正され、扶桑町は江崎の地盤である愛知10区から愛知16区へと移った[12][13]。

## 家族
- 片野サツ子（妻）
- 片野富男（次男） - 初代江南市役所市長政策室長[14]。
- 鯖瀬優（岳父） - 扶桑町議会議員（5期）。第6・9・15・17代扶桑町議会議長[3]。扶桑町で初めて行われた町議会議員選挙の当選者[6]。
- 鯖瀬武（甥） - 第11代扶桑町長（1期）[15]。元・扶桑町役場総務部長。

- 2008年4月27日、妻・サツ子と
- 2020年4月26日、第11代扶桑町長で甥の鯖瀬武と

## 栄典

### 表彰
- 1971年1月4日 - 賞詞優良警察官
- 1974年1月4日 - 愛知県知事表彰
- 1982年7月24日 - 賞詞30年勤続表彰
- 1982年11月3日 - 警察功労章
- 1990年2月4日 - 全国町村議会議長会会長表彰
- 1996年8月1日 - 扶桑町表彰
- 1999年11月1日 - 愛知県町村議会議長会会長表彰
- 2000年2月4日 - 全国町村議会議長会自治功労者表彰
- 2012年2月9日 - 全国町村議会議長会特別表彰

### 勲章
- 2013年4月29日 -  旭日双光章[1]

### 位階
- 2020年10月13日 - 正六位[2]

## 年譜
- 1927年（昭和2年）2月25日 - 岐阜県安八郡大薮町（現：輪之内町）にて出生
- 1948年（昭和23年）11月4日 - 警察学校入学（巡査）
- 1949年（昭和24年）11月4日 - 山名駐在所赴任
- 1957年（昭和32年）10月1日 - 一宮警察署捜査係主任（巡査部長）
- 1964年（昭和39年）3月21日 - 瑞穂警察署交通2係係長（警部補）
- 1972年（昭和47年）10月21日 - 港警察署外勤課長（警部）
- 1976年（昭和51年）3月1日 - 警察庁（中部管区警察局）派遣（警部）
- 1980年（昭和55年）11月10日 - 中川警察署警務調査官（警部）
- 1981年（昭和56年）4月1日 - 常滑警察署次長（警視）
- 1982年（昭和57年）11月3日 - 警務部付退職（在職34年）
- 1984年（昭和59年）5月21日 - 扶桑町議会議員に初当選（以降7期連続当選）
- 1994年（平成6年）5月17日 - 扶桑町議会議長（1回目）
- 1995年（平成7年）5月17日 - 扶桑町議会議長（2回目）
- 2004年（平成16年）5月20日 - 扶桑町議会議長（3回目）
- 2012年（平成24年）5月12日 - 扶桑町議会議員引退
- 2013年（平成25年）4月29日 - 旭日双光章受賞
- 2020年（令和2年）
  - 9月16日 - 死去
  - 10月13日 - 叙正六位